# Zvirgzdenes pagasts
Zvirgzdenes pagasts er en territorial enhed i Ciblas novads i Letland. Pagasten havde 871 indbyggere i 2010 og omfatter et areal på 98,90 kvadratkilometer. Hovedbyen i pagasten er Zvirgzdene.